# Fürsteneck
Fürsteneck är en kommun och ort i Landkreis Freyung-Grafenau i Regierungsbezirk Niederbayern i förbundslandet Bayern i Tyskland.
Kommunen ingår i kommunalförbundet Perlesreut tillsammans med köpingen Perlesreut.